# La sortie de l'usine Lumière à Lyon
La sortie de l'usine Lumière à Lyon er en fransk stumfilm fra 1895 af Louis Lumière.